# 花64線
花64線（瑞北－大港口），起點花蓮縣瑞穗鄉瑞北，終點花蓮縣豐濱鄉大港口。連絡瑞穗與大港口，故又稱瑞港公路，為花東地區六條貫穿臺灣海岸山脈兩側的道路之一 （另五條由北而南為花38-1線、花46線、台11甲線、台30線及台23線）。起點位於北岡大橋西端（銜接台9線花東公路）；終點與台11線長虹橋相接。全長26.157公里，為全縣第一長鄉道。
路線先由北岡大橋橫跨富源溪後沿其東岸前進，再沿秀姑巒溪北岸至大港口，中途經過奇美部落且沿線泛舟活動熱絡，是連接花東縱谷平原與花東海岸的重要道路之一。部分路段單線通車，全線禁行甲、乙類大客車，交通部運輸研究所曾計畫將此線升級為縣道公路，並研擬是否由公路總局管養。

## 歷史
花64線的歷史可以追溯至1877年，清朝台灣鎮總兵吳光亮修築的「奇美古道」（修築期間爆發大港口事件）。此道路崎嶇難行，地勢奇險，一直以人行步道為主要的使用方式。1980年中華民國政府方舖設柏油，至1986年全線貫通。現因道路狀況不佳、時有落石，故2007年起全線禁止甲、乙類大客車進入。因秀姑巒溪泛舟活動興起，此路成為泛舟業者聯絡起、終點的重要道路。
2019年12月18日，中華民國交通部公告調整花蓮縣鄉道，將花64線起點延長至北岡大橋西端。

## 路線地名
- 瑞穗鄉：瑞北（接 台9線）→北岡大橋→梧繞（與 縣道193號共線起點）→鶴岡（與 縣道193號共線終點）→德武河階（連續彎路）→風口→奇美（奇密社）→灣潭→瑞穗豐濱鄉界
- 豐濱鄉：瑞穗豐濱鄉界→新、舊長虹橋（大港口，接 台11線）